# Entrée des employés
Pour plus de détails, voir Fiche technique et Distribution.
Entrée des employés (titre original : Employees' Entrance) est un film américain pré-Code réalisé par Roy Del Ruth pour la First National Pictures (filiale de la Warner Bros. Pictures) , sorti en 1933.

## Synopsis
Madeleine est une jolie jeune femme sans le sou. Elle rencontre Kurt Anderson, impitoyable directeur des grands magasins new-yorkais Franklin Monroe qui a l'habitude d'écarter tout obstacle à sa réussite en affaires. Elle lui explique chercher du travail. Il l'invite à dîner et passe la nuit avec elle. 
Embauchée, elle rencontre Martin West, un ambitieux vendeur qui s'éprend d'elle. Madeleine souhaite épouser Martin, dont Anderson fait son assistant, attendant de lui une constante disponibilité.

## Fiche technique
- Titre français : Entrée des employés
- Titre original : Employees' Entrance
- Réalisation : Roy Del Ruth
- Scénario : Robert Presnell Sr., d'après la pièce de David Boehm
- Producteur : Lucien Hubbard (non crédité)
- Société de production : First National Pictures
- Société de distribution : The Vitaphone Corporation, First National Pictures
- Musique : Bernhard Kaun (non crédité)
- Photo : Barney McGill
- Montage : James Gibbon
- Direction artistique : Robert M. Haas
- Costumes : Orry-Kelly
- Pays de production : américain
- Langue : Anglais
- Genre : Film dramatique
- Format : Noir et blanc - Son : Mono
- Durée : 75 minutes
- Dates de sortie : 
  - États-Unis : 20 janvier 1933 (New York)
  - États-Unis :11 février 1933

## Distribution
- Warren William : Kurt Anderson
- Loretta Young : Madeleine Walters West
- Wallace Ford : Martin West
- Alice White : Polly Dale
- Hale Hamilton : Commodore Franklin Monroe
- Albert Gran : Denton Ross
- Marjorie Gateson : Mme Lee Hickox
- Ruth Donnelly : Miss Hall
- Frank Reicher : Garfinkle
- Charles Sellon : Arnold Higgins
- Charles Lane : Le vendeur de chaussure (non crédité)